# Windkraft Simonsfeld
Die Windkraft Simonsfeld AG besitzt und betreibt Windenergie- und Photovoltaikanlagen im Weinviertel (Niederösterreich), Bulgarien und Slowakei.
Der Sitz der Gesellschaft ist seit 2014 in Ernstbrunn.
Das Unternehmen ist eine Publikumsgesellschaft und im Streubesitz. 2.304 Aktionäre, die zum überwiegenden Teil aus Ostösterreich (Niederösterreich 59 %, Wien 15 %, Oberösterreich 10 %) stammen, besitzen Namensaktien, die nicht börsennotiert sind. Das Unternehmen beschäftigt 82 Personen (73 davon in Österreich, Stand 2021).

## Stromproduktion
Mit Jahresende 2021 hatte die Windkraft Simonsfeld 89 Windkraftwerke in Österreich, zwei Windkraftwerke in Bulgarien, sowie, neben zwei Photovoltaikkraftwerken in Österreich, auch eines in der Slowakei in Betrieb. Bei einer Gesamtleistung von 241,3 MW betrug die Jahresstromproduktion 488 GWh. Die entspricht dem Jahresverbrauch von ~122.000 Haushalten und sparte 212.000 Tonnen CO2.

### Windparks in Österreich
| Windpark                    | Nennleistung in MW | Regelarbeit in GWh | Anlagen | Anlagentyp  | Rotordurchmesser in m | Inbetriebnahme | Status        |
| --------------------------- | ------------------ | ------------------ | ------- | ----------- | --------------------- | -------------- | ------------- |
| Simonsfeld I                | 1,2                | 2,1                | 2       | V44-600     | 44                    | 1998           | in Betrieb    |
| Steiglberg                  | 2,0                | 3,3                | 1       | V80-2.0 MW  | 80                    | 2002           | in Betrieb    |
| Rannersdorf- Ebersdorf      | 8,0                | 17,9               | 4       | V90-2.0 MW  | 90                    | 2005           | in Betrieb    |
| Poysdorf-Wilfersdorf I + II | 28,0               | 72,2               | 14      | V90-2.0 MW  | 90                    | 2005, 2007     | in Betrieb    |
| Kreuzstetten I-III          | 26,0               | 69,3               | 13      | V90-2.0 MW  | 90                    | 2005–2008      | in Betrieb    |
| Steinberg-Prinzendorf II    | 12,0               | 32,4               | 6       | V90-2.0 MW  | 90                    | 2008           | in Betrieb    |
| Dürnkrut I                  | 10,3               | 26,5               | 5       | MM92        | 92                    | 2012           | in Betrieb    |
| Poysdorf-Wilfersdorf III    | 25,6               | 70,3               | 8       | 3.2M114     | 114                   | 2013           | in Betrieb    |
| G H W Rannersdorf II        | 19,0               | 48,0               | 6       | 3.2M114     | 114                   | 2015/16        | in Betrieb    |
| Simonsfeld II               | 9,5                | 27,5               | 3       | 3.2M114     | 114                   | 2015/16        | in Betrieb    |
| Dürnkrut II                 | 12,7               | 31,1               | 4       | 3.2M122     | 122                   | 2018           | in Betrieb    |
| Hipples II                  | 4,0                | 11,3               | 2       | MM100       | 100                   | 2018           | in Betrieb    |
| Kreuzstetten IV             | 22,2               | 61,0               | 7       | 3.2M114     | 114                   | 2018           | in Betrieb    |
| Steinberg-Prinzendorf III   | 40,8               | 110,0              | 10      | V136-4.2 MW | 136                   | 2021           | in Betrieb    |
| Poysdorf-Wilfersdorf V      | 16,8               | 46,7               | 4       | V150-4.2 MW | 150                   | 2021           | in Betrieb    |
| Hipples                     | 4,6                | 8,5                | 7       | V47-660     | 47                    | 2000           | abgebaut 2018 |
| Steinberg-Prinzendorf I     | 18,0               | 42,0               | 9       | V80-2.0 MW  | 80                    | 2003           | abgebaut 2020 |

### Windparks in Bulgarien
| Windpark | Engpassleistung in MW | Regelarbeit in GWh | Anlagen | Anlagentyp | Rotordurchmesser in m | Inbetriebnahme |
| -------- | --------------------- | ------------------ | ------- | ---------- | --------------------- | -------------- |
| Neikovo  | 4,00                  | 10.8               | 2       | V90-2.0 MW | 105                   | 2009           |

### Fotovoltaikanlagen
| Standort   | Engpassleistung in kWp | Regelarbeit in GWh | Anzahl Module | Inbetriebnahme |
| ---------- | ---------------------- | ------------------ | ------------- | -------------- |
| Poltár, SK | 1.200                  | 1,300              | 5400          | 2011           |
| Hollabrunn | 20                     | 0,021              | 82            | 2012           |
| Ernstbrunn | 70                     | 0,071              | 248           | 2014, 2018     |

## Geschichte
- 1996: Am 6. Juli gründen 20 Personen die Gesellschaft mit dem Ziel, zwischen Simonsfeld und Naglern zwei Windenergieanlagen zu errichten.
- 1998: Am 16. Februar produzierte das Windkraftrad „Simonsfeld I“ den ersten Strom, vier Tage später folgt „Simonsfeld II“.
Beginn der Projektierung des Windparks Hipples.
- 2000: Am 19. Juni geht die letzte von sieben Windkraftanlagen in Hipples ans Netz. Nach Ende der zweiten Eigenkapitalerhöhung sind 294 Personen Eigentümer an den Windenergieanlagen in Simonsfeld und Hipples.
- 2001: Beteiligung am Windpark Glaubitz in Sachsen. Die Windkraft Simonsfeld erwirbt zwei der insgesamt zwölf Anlagen.
- 2002: Die Windkraft Simonsfeld schließt sich mit der Projektgemeinschaft „Windpark Steinberg-Prinzendorf“ zusammen, um den Windpark „Steinberg-Prinzendorf“ zu errichten. Planung, Projektierung und Bauvorbereitungen werden abgeschlossen.
- 2003: Im Jänner startet eine weitere Eigenkapitalerhöhung für die Finanzierung des Windparks Steinberg-Prinzendorf. Der Bau beginnt im April, die offizielle Eröffnung ist im August. Die Windkraft Simonsfeld verfügt nun über drei eigene Windparks und liefert jährlich über 50 Mio. kWh Strom ins Netz. Bis Ende August erhöht sich die Anzahl der Gesellschafter auf 605 Personen.
- 2004: Der Büroneubau in Simonsfeld wird eröffnet.
- 2005: Drei neue Windparks werden errichtet: Windpark Kreuzstetten mit 10 WKA, Windpark Poysdorf-Wilfersdorf mit 9 WKA und Windpark Rannersdorf mit 4 WKA. Insgesamt werden 46 Megawatt Leistung neu installiert. Insgesamt betreibt die Windkraft Simonsfeld nun 43 Windenergieanlagen mit einer Gesamtleistung von 71 MW.
- 2006: Eine weitere Kapitalerhöhung wird abgeschlossen. Das Unternehmen ist damit im Besitz von ca. 850 Gesellschaftern, die zum Großteil (88 %) aus der Region stammen.
- 2007: Im Oktober werden weitere sieben Windenergieanlagen in Betrieb genommen. Mit einer Investition von 17,5 Mio. EUR wurden der Windpark Kreuzstetten um zwei, der Windpark Poysdorf-Wilfersdorf um fünf Windenergieanlagen erweitert. Die Windkraft Simonsfeld betreibt damit 50 Windenergieanlagen mit einer Gesamtleistung von 84 Megawatt.
- 2008: Im Juni verkauft die WKS Holding GmbH die beiden Windkraftanlagen des Typs V 52 in Glaubitz an die WEB BG Deutschland GmbH. Von Juni bis September wird der Windpark Zistersdorf als der erste Windpark Österreichs vollständig rückgebaut und 4 Windkraftanlagen des Typs DeWind 48/600 werden demontiert und in Polen neu installiert. Im November wird im Windpark Kreuzstetten eine Anlage und im Windpark Steinberg-Prinzendorf sechs Anlagen des Typs Vestas V90 mit einem Investitionsvolumen von 17,1 Mio. Euro errichtet. Im Dezember folgt die Gründung einer neuen Projektierungsgesellschaft in Rumänien zur Entwicklung eines Windparks im Banat, im Südwesten des Landes. Die Windkraft Resita s.r.l. befindet sich zu 98,02 % im Eigentum der WKS Holding GmbH.
- 2009: Die ursprünglich als GmbH & Co. KG gegründete Gesellschaft wird in eine Aktiengesellschaft umgewandelt.
Zwei Windkraftanlagen des Typs Vestas V90 2 MW werden im bulgarischen Neykovo in Betrieb genommen.
- 2010: Erste Kapitalerhöhung der Windkraft Simonsfeld AG
Mit der Übernahme der Betriebsführung von 40 Windkraftwerken in Österreich wird die Windkraft Simonsfeld AG zum Marktführer bei technischer Betriebsführung in Österreich.
- 2011: Erwerb einer Photovoltaikanlage im slowakischen Poltár. mit einer Spitzenleistung von 1,2 MWp und einem Regelarbeitsvermögen von 1,3 Mio. kWh.
- 2012: Installation einer Photovoltaikanlage mit 20 kWp Spitzenleistung und Regelarbeitsvermögen von 20.000 kWh auf dem Stadtsaal von Hollabrunn.
Ausgabe einer Anleihe mit einem Volumen von 17 Mio. € erworben.
Die Energieversorgung Niederösterreich übergibt die Betriebsführung für acht Windkraftwerke in Bulgarien an die Windkraft Simonsfeld AG.
- 2013: Spatenstich für den Bau einer neuen Firmenzentrale in Ernstbrunn.
Eröffnung des neuen Windparks Poysdorf-Wilfersdorf III mit acht Anlagen des Types Senvion 3.2M114. Zu diesem Zeitpunkt sind sie mit einer Gesamthöhe von knapp 200 m die höchsten Windkraftanlagen in Österreich.
- 2014: Die neue Firmenzentrale – das erste gewerbliche Plusenergiegebäude in NÖ – wird eröffnet.
- 2015: Errichtung von drei Anlagen des Typs SENVION 3.2M114 in Simonsfeld
- 2016: Gewinn des Europäischen Energiesparpreises (European Enterprises Climate Cup (EECC)) und Bewilligung zehn neuer Anlagen für Steinberg bei Prinzendorf
- 2017: Finanzielle Unterstützung der Klage von GLOBAL 2000 gegen das slowakische Kernkraftwerk Mochovce
- 2018: Repowering des zweitältesten Windparks in Hipples, Inbetriebnahme der Windparks Dürnkrut II und Kreuzstetten IV. Insgesamt 13 neue Windkraftanlagen mit 39 MW Leistung und einer Jahresproduktion von 103 Mio. kWh.
- 2018: Verleihung des „Henri Freiwilligenpreises“ durch das Rote Kreuz und den Club Niederösterreich für das humanitäre Engagement in Nicaragua, wo zusammen mit der HTL Braunau Sozialprojekte zur Stromerzeugung mit Sonnenkraft umgesetzt wurden, sowie die Unterstützung für Freiwillige Feuerwehren und andere Vereine.
- 2020: Baustart für den Windpark Steinberg-Prinzendorf III und Spatenstich für den Windpark Poysdorf-Wilfersdorf IV durch Klimaschutzminsterin Leonore Gewessler (Juli).
- 2020: Anleihe im Volumen von 15 Mio. € im Oktober aufgelegt (Oktober).
- 2020: Die Windkraft Simonsfeld wird Klimabündnis-Fördermitglied und unterstützt die Rechte indigener Völker und den Schutz des Regenwaldes im Amazonasgebiet (Dezember)
- 2021: Mit der Inbetriebnahme von zehn Windkraftanlagen in Prinzendorf und vier Windenergieanlagen in Poysdorf-Wilfersdorf wird erstmals Storm mit 4 MW-Generatoren erzeugt.[1]